# 臼井吉見
臼井 吉見（うすい よしみ、1905年（明治38年）6月17日 - 1987年（昭和62年）7月12日）は、日本の編集者、評論家、小説家、日本藝術院会員。息子は映像作家の臼井高瀬。

## 来歴・人物

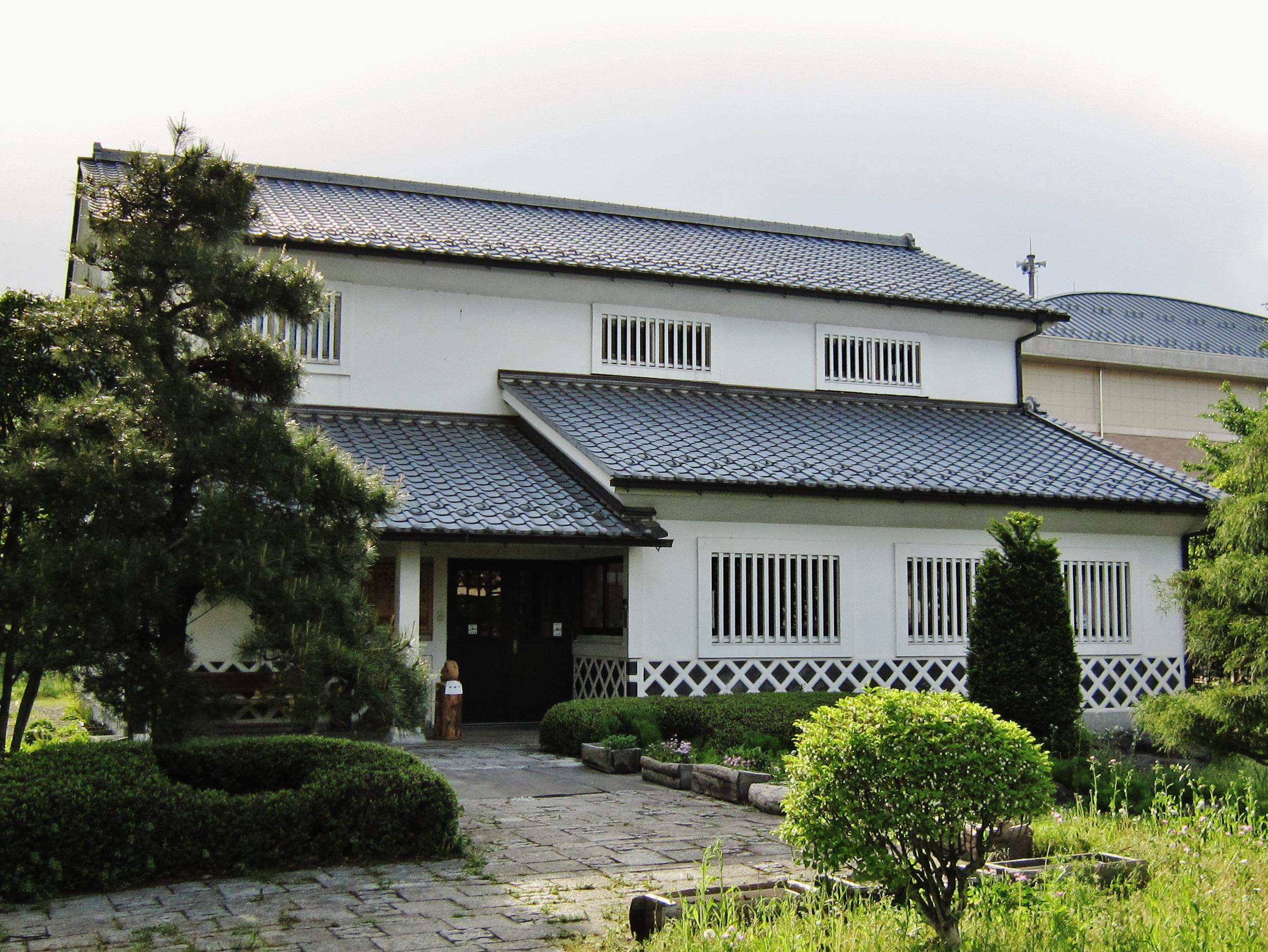
臼井吉見文学館（長野県安曇野市）

長野県南安曇郡三田村（現・安曇野市）に、父貞吉・母きちの次男として生まれる。旧制松本中学（現・長野県松本深志高等学校）、旧制松本高校（現・信州大学）文科甲類を経て、1929年東京帝国大学文学部卒業。松本中学での同級生に筑摩書房の創業者となる古田晁、俳優・演劇評論家の松本克平がいる。
旧制伊那中学（現・長野県伊那北高等学校）、松本女子師範学校などで教員を務めた後、上京して東京女子大学でも教え、さらに1946年に創刊した筑摩書房の総合雑誌『展望』編集長を務め、文芸評論家としても活躍した。
編集者として、筑摩書房初の大型総合全集『現代日本文学全集』全九七巻+別巻二（1953 - 59年）を手掛け、倒産の危機から社を救うこととなった。他に『日本文学全集』『現代教養全集』などを編集し、特に1965年から四半世紀がかりで完結した『明治文学全集』全九九巻+別巻一の編集チームの中心としても活躍した（実態としては、ほとんど単独で編集作業を楽しんだ）。。
1956年『近代文学論争』で芸術選奨文部大臣賞を受賞した。1964年から代表作となる大河小説「安曇野」の執筆を始め、1974年に完結し、谷崎潤一郎賞を受賞した。1975年日本藝術院会員。
1977年『展望』5月号に掲載した『事故のてんまつ』（まもなく単行本化）は、川端康成の孤独な生い立ちから自殺までの背景を描いた作品で、川端家が抗議し、販売差止め仮処分の民事訴訟が提起された。結局、臼井が謝罪し和解が成立、単行本は絶版となった。
1987年7月12日、急性心不全のため東京都杉並区下高井戸の病院で死去。
NHKのクイズ番組『それは私です』に、解答者として出演していたこともある。
安曇野市役所堀金支所に隣接する堀金中央公園に臼井吉見文学館がある。

## 著書
- 『近代文学論争』（筑摩書房、1956年）
  - 増訂版『近代文学論争』（上下、筑摩叢書 1979年）
- 『人間と文学』（筑摩書房 1957年）
- 『あたりまえのこと』（新潮社 1957年）
- 『どんぐりのへた　随想集』（筑摩書房、1957年）
- 『15年目のエンマ帖』（中央公論社、1961年）
- 『小説の味わい方』（新潮社、1962年、新潮文庫 1967年）
- 『むくどり通信 東南アジア・中近東の旅』（筑摩書房 1962年）
- 『人と企業 成長会社の異色経営者論』（中央公論社 1963年）
- 『大正文学史』（筑摩叢書 1963年）
- 『安曇野』（全5巻、筑摩書房、1965年-1974年、ちくま文庫 1987年）
- 『臼井吉見評論集〜戦後』（全12巻、筑摩書房、1965年-1966年）
- 『蛙のうた〜ある編集者の回想』（筑摩書房、1965年）
- 『人間の確かめ』（文藝春秋 1968年）
- 『一つの季節』（筑摩書房 1975年）小説
- 『田螺のつぶやき』（文藝春秋、1975年）
- 『教育の心』（毎日新聞社、1976年）
- 『日本語の周辺』（毎日新聞社 1976年、旺文社文庫 1982年）
- 『肖像八つ』（筑摩書房、1976年）
- 『残雪抄』（筑摩書房 1976年）
- 『ものいわぬ壷の話』（筑摩書房、1976年）
- 『展望  或る編集者の戦後』（創世記 1977年）
- 『作家論控え帳』（筑摩書房、1977年）
- 『事故のてんまつ』（筑摩書房、1977年）
- 『ほたるぶくろ』（筑摩書房、1977年）
- 『文芸雑談』（筑摩書房、1978年）
- 『炉ばた談義』（筑摩書房 1978年）
- 『自分をつくる』（筑摩書房〈ちくまぶっくす〉 1979年、ちくま文庫 1986年）
- 『獅子座』[3]（全5冊、筑摩書房、1979年-1981年）
- 『草刈鎌』（筑摩書房、1980年）
- 『臼井吉見集』（全5巻、筑摩書房、1985年）
  - 1 展望 1946-51、戦後文学論議
  - 2 蛙のうた、わが先行者・同行者
  - 3 戦後という時代、わが安曇野
  - 4 私の教育論議、本とつきあう
  - 5 小説の味わい方、古典のおもしろさ

### 主な編著
- 『宮本百合子研究』（津人書房 1948年）
- 『大学生 この考える葦』（河盛好蔵共編 潮文社 1958年）
- 『太宰治読本 その生涯と作品』（学習研究社 1959年）
- 『安保・1960』（筑摩書房 1969年）
- 『そのひと ある出版者の肖像』（径書房、1980年）。古田晁の回想記[4]
- アンナ・シュウェル『黒馬ものがたり』（筑摩書房、1955年）。児童向け再話
- 『明治文学全集98・99　明治文学回顧録集』（筑摩書房、1980年）

### 主な編集
- 戦後十年名作選集 （1955年）
- 現代教養全集 （1956年-1960年）
- 現代の教養 （1966年-1967年）
- 柳田國男回想 （筑摩書房 1972年）
- 碌山荻原守衛全作品集 （1975年）
- 土とふるさとの文学全集 （1976年）

### 校歌
- 安曇野市立堀金中学校
- 信州大学教育学部附属松本小学校
- 長野県松本市立島内小学校

### 評伝
- 加藤勝代『わが心の出版人 角川源義・古田晁・臼井吉見』 河出書房新社 1988
- 下条じゅん子『臼井吉見「安曇野を抱えて」我がふるさとの文学者』 近代文芸社  1989
- 柏原成光『友 臼井吉見と古田晁と 出版に情熱を燃やした生涯』 紅書房 2013

## 関連人物
- 唐木順三
- 岡本敏子 - 東京女子大学での教え子[5]。